# FK Zénith Irkoutsk
Maillots
Le Zénith Irkoutsk (russe : «Зенит» Иркутск) est un club de football russe basé à Irkoutsk fondé en 2003 et disparu en 2021.
Il a notamment évolué en troisième division russe entre 2016 et 2021.

## Histoire
Fondé en 2003, le club évolue dans les divisions amateurs durant ses premières années, servant notamment de club-école pour les grands clubs locaux du Zvezda puis du Baïkal, dont l'académie fournit alors la plupart des joueurs. Il adopte par ailleurs temporairement le nom de son sponsor Radian entre 2010 et 2012. La situation change en 2016, année qui le voit obtenir une licence professionnelle et intégrer la troisième division russe à partir de la saison 2016-2017, remplaçant le Baïkal qui a quant à lui échoué à obtenir la licence.
Le 1er avril 2021, le club annonce sa dissolution pour des raisons financières.

## Bilan sportif

### Classements en championnat
La frise ci-dessous résume les classements successifs du club en championnat de Russie depuis 2010.

### Bilan par saison
| Saison    | Championnat  | Championnat | Championnat | Championnat | Championnat | Championnat | Championnat | Championnat | Championnat | Championnat | Coupe de Russie  |
| Saison    | Division     | Pos         | Pts         | J           | V           | N           | D           | BP          | BC          | Diff        | Coupe de Russie  |
| --------- | ------------ | ----------- | ----------- | ----------- | ----------- | ----------- | ----------- | ----------- | ----------- | ----------- | ---------------- |
| 2010      | 4e Sibérie A | 7e          | 21          | 18          | 6           | 3           | 9           | 23          | 30          | -7          | —                |
| 2011-2012 | 4e Sibérie A | 12e         | 16          | 33          | 5           | 1           | 27          | 27          | 83          | -56         | —                |
| 2012      | 4e Sibérie B | 5e          | 11          | 10          | 3           | 2           | 5           | 12          | 15          | -3          | —                |
| 2013      | 5e Irkoutsk  | 6e          | 21          | 20          | 5           | 6           | 9           | 29          | 35          | -6          | —                |
| 2014      | 4e Sibérie B | 4e          | 25          | 14          | 7           | 4           | 3           | 25          | 13          | +12         | —                |
| 2015      | 4e Sibérie B | 1er         | 29          | 12          | 9           | 2           | 1           | 50          | 10          | +40         | —                |
| 2016-2017 | 3e Est       | 5e          | 16          | 20          | 4           | 3           | 13          | 18          | 36          | -18         | 64es de finale   |
| 2017-2018 | 3e Est       | 5e          | 22          | 20          | 6           | 4           | 10          | 22          | 34          | -12         | 64es de finale   |
| 2018-2019 | 3e Est       | 3e          | 28          | 20          | 7           | 7           | 6           | 21          | 20          | +1          | 32es de finale   |
| 2019-2020 | 3e Est       | 6e          | 9           | 12          | 3           | 0           | 9           | 6           | 16          | -10         | 64es de finale   |
| 2020-2021 | 3e Groupe 2  | 16e         | 17          | 30          | 5           | 2           | 23          | 15          | 68          | -53         | Phase de groupes |

Légende
- Promotion en division supérieure
- Relégation en division inférieure